# Indiaphis rostrata
Indiaphis rostrata är en insektsart. Indiaphis rostrata ingår i släktet Indiaphis och familjen långrörsbladlöss. Inga underarter finns listade i Catalogue of Life.